# Ziua Europei
Pe continentul european, Ziua Europei este o sărbătoare anuală a păcii și unității în Europa. Sunt două date pentru sărbătorirea acestei zile: 5 mai pentru Consiliul Europei și 9 mai pentru Uniunea Europeană. Pentru UE, această zi este de asemenea cunoscută ca Ziua Schuman, comemorând declarația istorică a ministrului de externe francez, Robert Schuman.
Ziua Consiliului Europei reflectă propria înființare în 1949, în timp ce Uniunea Europeană celebrează data propunerii înființării CECO în 1951. Ziua Europei este unul dintre simbolurile europene menite să promoveze unitatea în rândul europenilor.

## Fundal
Consiliul Europei a fost fondat la 5 mai 1949, și astfel, în 1964 a ales această dată pentru a celebra propria înființare. În 1985, Comunitățile Europene (care mai târziu au devenit Uniunea Europeană) au adoptat drapelul Europei folosit de Consiliul Europei până atunci, ca simbol propriu al comunităților. Cu toate acestea, liderii comunităților au decis să stabilească Ziua Europei la 9 mai 1950, în comemorarea Declarației Schuman. Prin această declarație, Robert Schuman a propus unirea industriilor de oțel și cărbuni a Franței, Germaniei de Vest și a altor state, ducând la crearea Comunității Europene a Cărbunelui și Oțelului. Acest eveniment fiind considerat un moment fundamental în istoria Europei.
Tratatul de la Lisabona, care a înlocuit Constituția europeană, are o declarație a șaisprezece membri care susțin simbolurile europene. Parlamentul European a recunoscut oficial ziua de 9 mai ca sărbătoare oficială în octombrie 2008.

## Celebrare

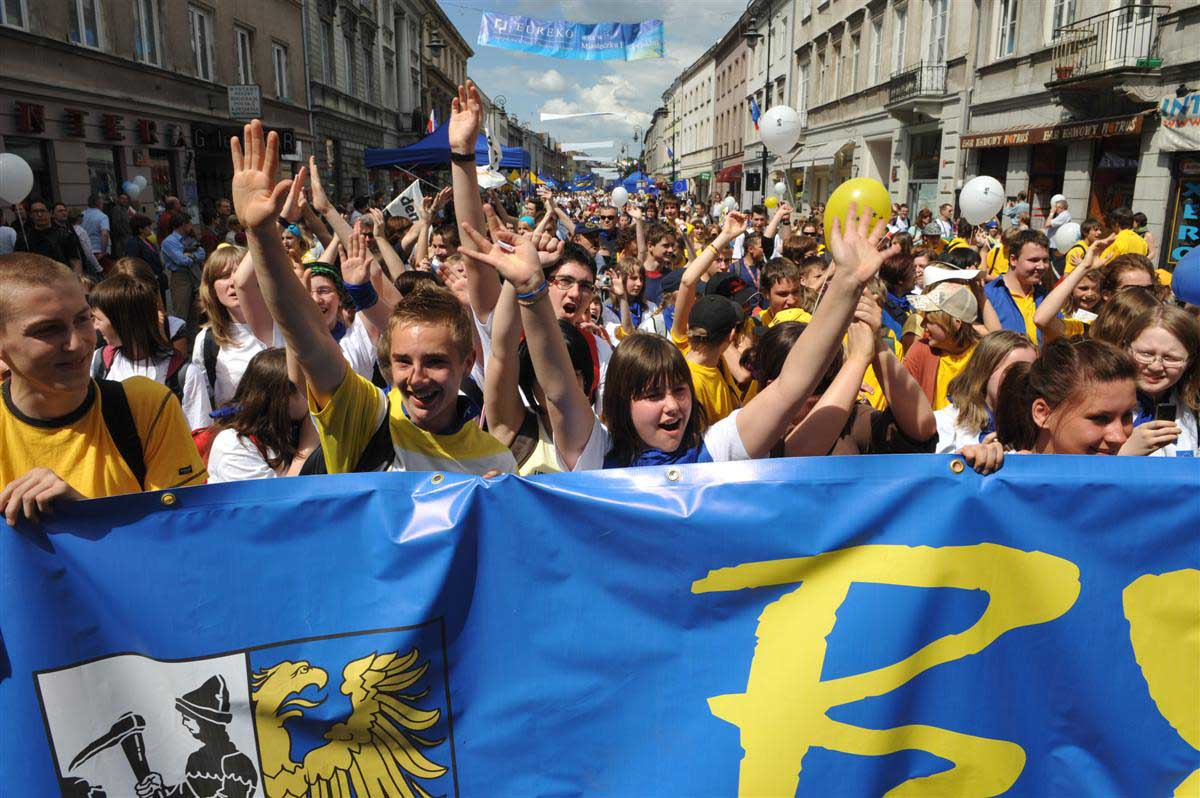
Parada Schuman are loc anual în Varșovia de Ziua Europei (2008)

9 mai este celebrată în diferite forme în majoritatea statelor membre ale Uniunii Europene și în țările din jur, cum ar fi Turcia. Datorită naturii politice a zilei, au fost observate încercări de a educa oamenii despre Uniunea Europeană și discursuri în sprijinul integrării europene. Drapelul este un alt simbol cu un rol important în celebrarea zilei Europei. Deși există preferința de a sărbători ziua Europei pe 9 mai, având în vedere vizibilitatea mai mare a Uniunii Europene, 5 mai este încă celebrată în unele state europene datorită rolului Consiliului în apărarea drepturilor omului, democrației parlamentare și a statului de drept. În contrast, Declarația Schuman a fost doar o propunere de unire a industriilor de cărbuni și oțel ale Franței și Germaniei.
Din anul 2003, Ucraina sărbătorește Ziua Europei în cea de-a treia sâmbătă a lunii mai.

## Coincidențe
5 mai coincide cu Ziua Eliberării din Danemarca și Olanda, sărbătoare care celebrează eliberarea țărilor respective de trupele germane în 1945.
9 mai coincide cu ajunul invaziei germane a Țărilor de Jos, Belgiei, Luxemburgului și a Franței, dar și cu Ziua Victoriei, care marchează sfârșitul celui de-al Doilea Război Mondial în fosta Uniune Sovietică (sărbătorit pe 8 mai în Europa de Vest). Este exact la jumătate de an de la Schicksalstag-ul german.

## Denumire în limbile Europei
| Limbă       | Denumire                    | Legătură către portalul Uniunii Europene |
| ----------- | --------------------------- | ---------------------------------------- |
| germană     | Europatag                   | [*]                                      |
| engleză     | Europe Day                  | [*]                                      |
| bulgară     | Денят на Европа             | [*]                                      |
| daneză      | Europadagen                 | [*]                                      |
| spaniolă    | Día de Europa               | [*]                                      |
| estonă      | Euroopa päev                | [*]                                      |
| finlandeză  | Eurooppa-päivä              | [*]                                      |
| franceză    | Journée de l'Europe         | [*]                                      |
| greacă      | Ημέρα της Ευρώπης           | [*]                                      |
| maghiară    | Európa-nap                  | [*]                                      |
| irlandeză   | Lá na hEorpa                | [*]                                      |
| italiană    | Festa dell'Europa           | [*]                                      |
| letonă      | Eiropas diena               | [*]                                      |
| lituaniană  | Europos diena               | [*]                                      |
| malteză     | Jum l-Ewropa                |                                          |
| neerlandeză | Dag van Europa ou Europadag | [*]                                      |
| poloneză    | Dzień Europy                | [*]                                      |
| portugheză  | Dia da Europa               | [*]                                      |
| română      | Ziua Europei                | [*]                                      |
| slovenă     | Dan Evrope                  | [*]                                      |
| slovacă     | Deň Európy                  | [*]                                      |
| suedeză     | Europadagen                 | [*]                                      |
| cehă        | Den Evropy                  | [*]                                      |
|             |                             |                                          |